# 刘国柱
刘国柱（1912年—1985年），男，山东荣成人，中华人民共和国军事人物，中国人民解放军少将，曾任沈阳军区空军副司令员。